# Oligacanthorhynchida
Oligacanthorhynchida, red parazitskih crva iz razreda Archiacanthocephala, koljeno Acanthocephala. Sastoji se od jedine porodice Oligacanthorhynchidae, koja obuhvaća 9 rodova s 93 vrste, to su:
- Echinorhynchus (6):
  - Echinorhynchus amphipacus
  - Echinorhynchus depressus
  - Echinorhynchus hominis
  - Echinorhynchus magretti
  - Echinorhynchus pachyacanthus
  - Echinorhynchus putorii

- Macracanthorhynchus (3):
  - Macracanthorhynchus catulinus
  - Macracanthorhynchus hirudinaceus
  - Macracanthorhynchus ingens

- Neoncicola (8):
  - Neoncicola avicola
  - Neoncicola bursata
  - Neoncicola curvata
  - Neoncicola novellae
  - Neoncicola pintoi
  - Neoncicola potosi
  - Neoncicola sinensis
  - Neoncicola skrjabini

- Nephridiorhynchus (3)
  - Nephridiorhynchus major
  - Nephridiorhynchus palawanensis
  - Nephridiorhynchus thapari

- Oligacanthorhynchus (35)
  - Oligacanthorhynchus aenigma
  - Oligacanthorhynchus atrata
  - Oligacanthorhynchus bangalorensis
  - Oligacanthorhynchus carinii
  - Oligacanthorhynchus cati
  - Oligacanthorhynchus circumplexus
  - Oligacanthorhynchus citilli
  - Oligacanthorhynchus compressus
  - Oligacanthorhynchus decrescens
  - Oligacanthorhynchus erinacei
  - Oligacanthorhynchus gerberi
  - Oligacanthorhynchus hamatus
  - Oligacanthorhynchus iheringi
  - Oligacanthorhynchus kamerunensis
  - Oligacanthorhynchus kamtschaticus
  - Oligacanthorhynchus lagenaeformis
  - Oligacanthorhynchus lamasi
  - Oligacanthorhynchus lerouxi
  - Oligacanthorhynchus longissimus
  - Oligacanthorhynchus major
  - Oligacanthorhynchus manifestus
  - Oligacanthorhynchus manisensis
  - Oligacanthorhynchus mariemily
  - Oligacanthorhynchus microcephala
  - Oligacanthorhynchus minor
  - Oligacanthorhynchus oligacanthus
  - Oligacanthorhynchus oti
  - Oligacanthorhynchus pardalis
  - Oligacanthorhynchus ricinoides
  - Oligacanthorhynchus shillongensis
  - Oligacanthorhynchus spira
  - Oligacanthorhynchus taenioides
  - Oligacanthorhynchus thumbi
  - Oligacanthorhynchus tortuosa
  - Oligacanthorhynchus tumida

- Oncicola (24)
  - Oncicola campanulata
  - Oncicola canis
  - Oncicola chibigouzouensis
  - Oncicola confusus
  - Oncicola dimorpha
  - Oncicola freitasi
  - Oncicola gigas
  - Oncicola justatesticularis
  - Oncicola luehei
  - Oncicola machadoi
  - Oncicola macrurae
  - Oncicola malayanus
  - Oncicola martini
  - Oncicola megalhaesi
  - Oncicola michaelseni
  - Oncicola micracantha
  - Oncicola oncicola
  - Oncicola paracampanulata
  - Oncicola pomatostomi
  - Oncicola schacheri
  - Oncicola signoides
  - Oncicola spirula
  - Oncicola travassosi
  - Oncicola venezuelensis

- Pachysentis (10):
  - Pachysentis angolensis
  - Pachysentis canicola
  - Pachysentis dollfusi
  - Pachysentis ehrenbergi
  - Pachysentis gethi
  - Pachysentis lenti
  - Pachysentis procumbens
  - Pachysentis procyonis
  - Pachysentis rugosus
  - Pachysentis septemserialis

- Prosthenorchis (3):
  - Prosthenorchis elegans
  - Prosthenorchis fraterna
  - Prosthenorchis lemuri

- Tchadorhynchus (1):
  - Tchadorhynchus quentini